# Малі Ремезьонки
Малі Ремезьо́нки (рос. Малые Ремезёнки, ерз. Вишка Эрьмезёнка) — присілок у складі Чамзінського району Мордовії, Росія. Входить до складу Великоремезьонського сільського поселення.

## Населення
Населення — 36 осіб (2010; 42 у 2002).
Національний склад (станом на 2002 рік):
- мордва — 98 %